# رولند راتزنبرگر
رولند راتزنبرگر (آلمانی: Roland Ratzenberger؛ زادهٔ ۴ ژوئیهٔ ۱۹۶۰ در زالتسبورگ، درگذشتهٔ ۳۰ آوریل ۱۹۹۴ در بولونیا) رانندهٔ مسابقات اتومبیل‌رانی اهل اتریش بود که در فصل ۱۹۹۴ در مجموع در سه گراند پری از مسابقات جهانی فرمول یک شرکت کرد، اما موفق به کسب هیچ امتیازی نشد.
راتزنبرگر در ۳۰ آوریل ۱۹۹۴ بر اثر تصادف رانندگی به‌هنگام مسابقه، یک روز پیش از تصادف و مرگ آیرتون سنا در همان پیست ایمولا و در پیچ قبلی، در بولونیا درگذشت.